# Morello (colore)
Il colore morello è un colore tra il viola e il nero che deve il suo nome al fatto di essere il colore delle more, usato come colore dei paramenti liturgici nella liturgia ambrosiana al posto del colore viola.